# Samoa Amerykańskie

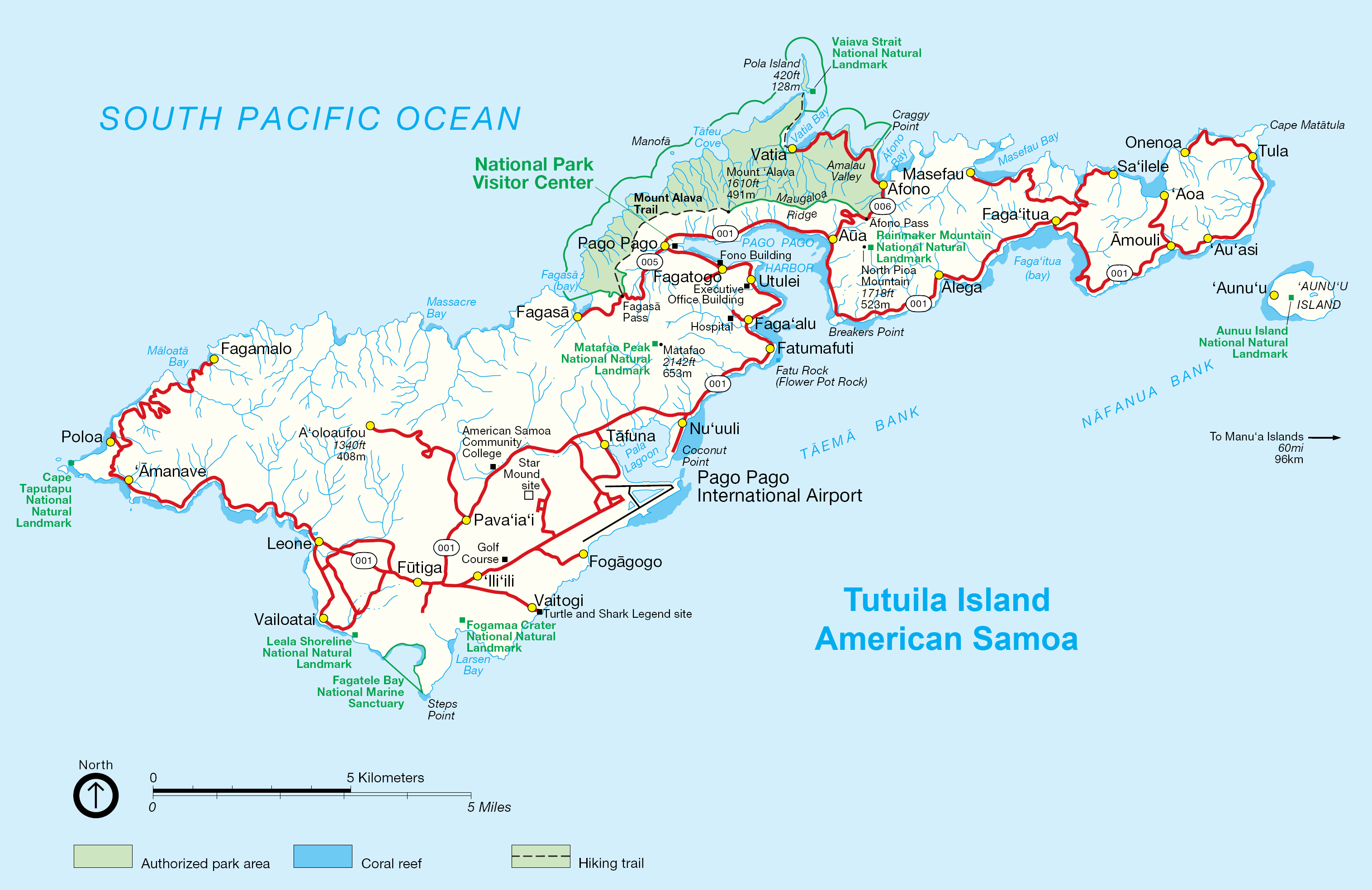
Tutuila, główna wyspa archipelagu

Samoa Amerykańskie, Terytorium Samoa Amerykańskiego (ang. American Samoa, Territory of American Samoa; samoa. Amerika Samoa, Teritori o Amerika Samoa) – terytorium nieinkorporowane Stanów Zjednoczonych zajmujące wschodnią część Wysp Samoa oraz wyspę Swains na Oceanie Spokojnym. Zachodnią część wysp zajmuje niepodległe państwo Samoa (dawniej Samoa Zachodnie).

## Ustrój polityczny
Samoa Amerykańskie jest terytorium nieinkorporowanym Stanów Zjednoczonych. Funkcjonuje jako demokracja parlamentarna z własną konstytucją ustanowioną w 1966. Władzę ustawodawczą sprawuje dwuizbowy parlament, a wykonawczą rząd, na którego czele stoi gubernator wybierany w wyborach powszechnych. Terytorium administrowane jest przez amerykański Urząd Spraw Wyspiarskich (ang. Office of Insular Affairs) przy Departamencie Zasobów Wewnętrznych.
Od 1980 Samoa Amerykańskie ma prawo wyboru delegata do Izby Reprezentantów Stanów Zjednoczonych, który nie posiada prawa głosu w głosowaniach plenarnych, jednakże korzysta z innych przywilejów reprezentanta (m.in. udział w komisjach).

## Geografia
Samoa Amerykańskie (z wyjątkiem wyspy Swains) wchodzi w skład Archipelagu Samoa. Pod nadzorem rządu amerykańskiego znajdują się wyspy położone na wschód od 171°W. Największą z nich jest Tutuila, którą dzieli 80 km od Upolu – najbliższej wyspy w zachodniej, niepodległej części archipelagu. W odległości 97 km na wschód od Tutuili leży grupa wysp Manuʻa, w której skład wchodzą Taʻū, Ofu i Olosega. Odleglejsze są niewielkie koralowe atole: bezludny Rose, położony 400 km na wschód od Tutuili, a także Swains – 450 km na północny zachód od niej, należący już do archipelagu Tokelau.
Wnętrza głównych wysp – Tutuili i grupy Manuʻa – stanowiących pozostałości wygasłych wulkanów są górzyste. Najwyższe wzniesienie – Lata (966 m n.p.m.), znajduje się na wyspie Ta’ū. Tam też leży najlepiej zachowany wulkan (Judds Crater) z kalderą o 9-kilometrowej średnicy.

### Wyspy
Samoa Amerykańskie stanowi siedem wysp, z których największą jest Tutuila.
- Tutuila (141,81 km²)
- Aunuʻu (1,517 km²)
- Wyspy Manuʻa:
  - Taʻū (44,31 km²)
  - Ofu (7,215 km²)
  - Olosega (5,163 km²)
- Swains Island (1,508 km²)
- Rose Atoll (0,214 km²)

### Największe miasta
Stolicą konstytucyjną jest Fagatogo (od 1967 roku). W miejscowości tej znajdują się również zabudowania parlamentu, budynki rządowe znajdują się natomiast w sąsiedniej miejscowości Utulei. Część źródeł podaje, że stolicą tego terytorium jest Pago Pago.
Największym miastem Samoa Amerykańskiego jest Tafuna, którą zamieszkuje ponad 12 tysięcy osób.
| Lp. | Miasto      | Ludność |
| --- | ----------- | ------- |
| 1.  | Pago Pago   | 12 100  |
| 2.  | Tafuna      | 10 640  |
| 3.  | Nuʻuuli     | 5 300   |
| 4.  | Leone       | 4 200   |
| 5.  | Faleniu     | 3 700   |
| 6.  | ʻIliʻili    | 3 300   |
| 7.  | Pavaʻiaʻi   | 2 700   |
| 8.  | Mapusagafou | 2 200   |
| 9.  | Aua         | 2 100   |
| 10. | Fagatogo    | 1 800   |
| 11. | Vaitogi     | 1 400   |

### Demografia
Skład etniczny (2016): Samoańczycy – 83,9%, Euronezyjczycy – 6,8%, Amerykanie – 2%, Japończycy – 1,8%, Filipińczycy – 1,3%, Tongijczycy – 1,3%, Koreańczycy – 0,9%.
Zróżnicowane warunki naturalne wpłynęły w istotny sposób na sieć osadniczą i rozmieszczenie ludności. Większość zamieszkuje Tutuilę. Po II wojnie światowej notuje się silny wzrost zatrudnienia wynoszący ostatnio 39% w ciągu roku. Jest to wynikiem nie tylko wysokiego przyrostu naturalnego – 33% (urodzenia – 37%, zgony – 4%, śmiertelność niemowląt – 19%), ale także wzmożonego napływu ludności, głównie z sąsiedniego Samoa. Dodatni bilans migracji zagranicznych w ostatnich latach wahał się w granicach 5-6%. Przy tak kształtującym się ruchu ludności przeciętna wieku społeczeństwa jest bardzo niska (ponad 50% ludności w wieku 19 lat i 5% ponad 60 lat) o przewadze mężczyzn (52%).
Opieka zdrowotna, jak i postęp tutejszej medycyny wpłynęły na zahamowanie śmiertelności (w tym niemowląt) oraz na wydłużenie średniej długości życia, która w przypadku mężczyzn wynosi 71 lat, kobiet – 75 lat.
Powszechna i obowiązkowa jest edukacja, na którą przeznacza się 8% produktu krajowego brutto.

### Religia
Struktura religijna kraju w 2010 roku według „Operation World”:
- protestantyzm: 56,7%:
  - Kościół Kongregacjonalny (kalwinizm) – 20 000 wiernych
  - Zbory Boże – 9000 wiernych
  - Kościół Metodystyczny (metodyzm) – 4600 wiernych
  - Kościół Adwentystów Dnia Siódmego – 3800 wiernych
  - Samoański Kościół Pełnej Ewangelii (pentekostalizm) – 473 wiernych
  - Kościoły Baptystyczne (baptyzm) – 370 wiernych
- mormoni: 22,3%
- katolicyzm: 19%
- bahaizm: 1,5%
- Świadkowie Jehowy: 0,4%   Osobny artykuł: Świadkowie Jehowy w Samoa Amerykańskim.

### Park Narodowy Samoa Amerykańskiego
W północnej części wyspy Tutuila znajduje się Park Narodowy Samoa Amerykańskiego.

## Podział administracyjny
Samoa Amerykańskie dzieli się na 5 dystryktów:
- Eastern District
- Western District
- Dystrykt Manuʻa
- Rose Island
- Swains Island

Dystrykty oraz wyspa Swains podzielone są na wioski, których łącznie jest 74 (atol Rose jest niezamieszkany).

## Historia
Archipelag Samoa został zasiedlony około 1000 r. p.n.e. przez ludność polinezyjską pochodzącą z wysp Tonga.
Wyspy zostały odkryte dla Europy w 1606 roku, kiedy to dotarł do nich Portugalczyk P.F. de Quirós, lecz o nich zapomniano, i ponownego ich odkrycia dokonano w 1722 roku za sprawą holenderskiej ekspedycji Jakoba von Roggeveena. W 1768 roku uczestnicy wyprawy Bougainville’a dokonali kolejnych badań wysp, nadając im nazwę Wyspy Żeglarskie. Ponadto wyprawę w celach badawczych przeprowadził w 1787 roku Francuz Jean-François de La Pérouse. W latach 30. XIX wieku na Tutuilę przybyli pierwsi misjonarze.
Od 1838 roku rozpoczął się napływ europejskich oraz amerykańskich kolonistów i kupców, którzy osiedlali się wokół miasta Apia na wyspie Upolu. Głównymi zainteresowanymi w kolonizacji archipelagu były Stany Zjednoczone (1872), które uzyskały zgodę króla Samoa na budowę portu i morskiej stacji zaopatrzeniowej w zatoce Pago Pago. Później przybyli też Brytyjczycy (1876) i Niemcy (1879).
W 1889 roku archipelag został podzielony na część zachodnią – dzisiejsze państwo Samoa, którą dostali Niemcy, i część wschodnią – dzisiejsze Samoa Amerykańskie, którą dostały Stany Zjednoczone. Wielka Brytania w zamian za zrzeczenie się roszczeń do archipelagu otrzymała wyspy Tonga, Niue i Wyspy Salomona.
W 1925 roku USA włączyło do terytorium Samoa Amerykańskiego wyspę Swains stanowiącą geograficznie część wysp Tokelau, jednocześnie zgłaszając roszczenia do pozostałych trzech wysp tego archipelagu.
W czasie II wojny światowej na wyspach zbudowano bazy morską w Pago Pago i lotniczą w Tafuna.
W 1979 roku został podpisany traktat pomiędzy Nową Zelandią a Stanami Zjednoczonymi, na mocy którego Stany Zjednoczone uznały zwierzchność Nowej Zelandii nad trzema wyspami tworzącymi obecnie terytorium Tokelau, Nowa Zelandia uznała zaś aneksję przez Stany Zjednoczone wyspy Swains. Dokumentu tego nie uznają jednak lokalne władze Tokelau (terytorium zależnego Nowej Zelandii), uważające, że wyspa stanowi część Tokelau, a przez USA administrowana jest bezprawnie.

## Gospodarka
Gospodarka wysp opiera się na połowach i przetwórstwie ryb, zwłaszcza tuńczyka, a konserwy rybne stanowią główny artykuł eksportowy. Duże znaczenie ma rolnictwo, mimo że uprawy zajmują zaledwie 15% powierzchni wysp, z czego 1/3 przypada na plantacje, a pozostała część jest przeważnie własnością wspólnot plemiennych. Głównie na potrzeby własne uprawia się: jams, taro, chlebowiec, warzywa, palmę kokosową, ananasy i papaję.
Prawie 1/3 pracujących zatrudnia sektor rządowy. Rozwijają się turystyka oraz przemysł lekki (m.in. zakłady tekstylne w Tafuna). Motorem gospodarki jest napływ amerykańskiego kapitału w postaci inwestycji i subwencji. Wyspy, z których w latach 50. i 60. XX wieku emigrowano na Hawaje i do Kalifornii, obecnie przyciągają imigrantów z zachodniego Samoa i Tonga.